# Alingsåshem
AB Alingsåshem är ett kommunalägt bostadsföretag som ägs av AB Alingsås Rådhus. Företaget bildades 1991 när Stiftelsen Alingsåsbostäder ombildades till aktiebolag, och har till uppdrag att förvalta och hyra ut de drygt 3250 hyresbostäder och 277 lokaler i Alingsås kommun. Företagets bostäder är spridda över Alingsås stad men också i utanför stadskärnan i samhällena Gräfsnäs, Sollebrunn och Stora Mellby. Alingsåshems fastigheter har en tidsmässig spännvid på över hundra år, med de äldsta hyreslägenheterna i det K-märkta kvarteret Korpen från början av 1900-talet, till nyproduktioner i stadsdelarna Centrum, Noltorp, Stadsskogen och Brogården